# ニャンニャン事件
ニャンニャン事件（ニャンニャンじけん）とは、1983年（昭和58年）に起こった芸能界スキャンダル。
当時、人気の絶頂にあった未成年の女性アイドルの、「ベッドで二人仲良くニャンニャンしちゃった後一服」している写真が写真週刊誌『FOCUS』に掲載されたことに端を発する。

## 概要
当時15歳で人気タレントだった高部知子が、ベッドで裸体に布団を掛け煙草を咥えた様子を捉えた写真が、1983年6月に写真週刊誌『FOCUS』（1983年6月24日号）に掲載された。当時の高部は、テレビ朝日のバラエティ番組「欽ちゃんのどこまでやるの!」で「萩本家の愛娘」3人で構成されたユニット『わらべ』の長女・のぞみを演じており、お茶の間の人気者だった。また、穂積隆信のノンフィクションをドラマ化し、最高視聴率45.3%を記録した『積木くずし～親と子の200日戦争』で主人公役を演じるなど、若手女優としても活躍していた。
『FOCUS』編集部の取材に対して、所属事務所のボンド企画は、掲載された写真にいる女性が高部知子本人であると認めた。その掲載された写真には、裸体でリラックスした高部知子がいて、その顔の表情から交際相手との性行為の前後の写真ではないかと見る者が多かった。また、その裸体の女は煙草を咥えていたことから、高部の行為が未成年の喫煙と問題視され、一大スキャンダルとなった。
なお、発売当時の『FOCUS』は記事中に喫煙と性行為についての価値判断は示さずに、写真の事実をそのまま伝えただけだった。一方、他の多くの週刊誌は、未成年でありながら「喫煙」という違法行為をした15歳の少女の性格・人間性を問題視する論調だった。
その後、高部はレギュラー出演していた『欽ちゃんのどこまでやるの!?』と文化放送のラジオ番組を降板させられた。また、高部主演で既にクランクインしていた映画版『積木くずし』も降板し、渡辺典子が代役に起用された。高部が起用されていた三菱鉛筆、ハウス食品、牛乳石鹸のCMも打ち切られた。通学していた堀越高校では、高部知子の「喫煙行為」を重く見て無期停学になり、所属事務所では謹慎を余儀なくされた
この問題の写真を『FOCUS』編集部に持ち込んだのは18歳の少年であった。少年は事件の3カ月前に『積木くずし』のエキストラとして参加し、そこで高部知子と知り合った、その後、少年は高部と親しくなり交際するようになった。事件当時、3歳年上の元交際相手だった少年は、写真を『FOCUS』編集部に持ち込んだ動機は金銭目的ではなかった、という。当初、民放のテレビ局に写真を持ち込んだところ、取材が始まったが局の上層部から企画が潰され、さらに暴走族や暴力団から嫌がらせを受けるようになったため、自身の自衛のために『FOCUS』編集部に持ち込んだと編集部に語ったという。そして、実際に少年は謝礼を一切要求しなかったという。これが現在の通説であるが、写真を持ち込むことがなぜ自衛のためになるのかは不明なままである。
その後も、高部の手紙や会話の録音テープを、芸能誌や女性週刊誌が競うように掲載した。写真をリークした少年は、ストレス性胃潰瘍で入院した後、9月4日、茨城県東茨城郡桂村（現在の城里町）の林道で遺体で発見された。自動車の排気ガスを使った自殺とみられる。
『FOCUS』の記事では、その問題の写真を「ベッドで二人仲良くニャンニャンしちゃった後の、一服である」という紹介の記述があった。この「ニャンニャン」は、暗に「性行為」という意味が込められていたが、発売当時の『FOCUS』がこの「ニャンニャン」という単語を使ったのは、記事を執筆した記者が「セックス」という言葉をストレートに使いたくなかったため、また、当時、3人ユニット「わらべ」がリリースしたシングル「めだかの兄妹」の曲中に、彼女のソロパートの歌詞フレーズ「ニャンニャン」（猫の鳴き真似であるオノマトペ）があり、それをそのまま使用したためだとしている。
その後、この「ニャンニャン」は性的な意味合いと結び付けられ、当時の流行語にもなった。
1985年に放送開始した人気テレビ番組『夕やけニャンニャン』（おニャン子クラブを輩出したフジテレビの夕方の情報バラエティ番組）はこの「ニャンニャン」が番組の語源とも言われる。
『FOCUS』編集部に写真を持ち込んだ少年は『FOCUS』の記事中で高部について語り、「高部は性行為の経験は豊富だったようだ」と証言している。一方、高部知子は1984年の自著「ハンパしちゃってごめん」で、問題の写真については、「遊びで撮っただけのものであり、性行為はなかった。煙草は演技の練習で手に持っていただけであり、実際は喫煙しておらず咥えていただけだ」と述べている。
事件直後、高部は「欽ちゃんのどこまでやるの!」の番組に声だけの電話出演をして、自身の不祥事についてテレビの関係者、及び、番組をいつも見ている視聴者たちに謝罪した。当初、高部は欽どこファミリーを謹慎するという扱いだった。しかし、その2ヵ月後に、元交際相手の少年が自殺したため、遺族に配慮するという理由により降板扱いとなり、わらべからも除名され、萩本からも「破門」の烙印を押されることとなった。以降、ユニット「わらべ」は倉沢淳美、高橋真美の二人だけで活動することになった。
一方、写真を掲載したことで『FOCUS』は部数を大きく伸ばし、1ヵ月後の部数が150万部を突破した。当初、『FOCUS』は芸能記事をほとんど掲載しておらず、高部の「ニャンニャン写真」についてもニュースバリューがあるとは思っていなかった。その号の『FOCUS』のトップ記事は自民党の政治家の河本敏夫の記事だった。
この「ニャンニャン事件」のおかげで新潮社の『FOCUS』は売り上げ部数が伸びて、写真週刊誌としてのブランドを獲得した。そして、自社専門の芸能記者を雇い入れるようになったという。

## 参考資料
- 「スクープの裏側 「芸能記事」のスタイルを変えた 高部知子ニャンニャン写真」『フォーカススクープの裏側』フォーカス編集部編、新潮社、2001年、pp.36-45。
- 宝泉薫「くずれっぱなしの病理 高部知子、穂積由香里の積木くずし」『芸能界一発屋外伝』彩流社、1999年
- 深井一誠「昭和芸能史13の事件簿 高部知子 ニャンニャン写真の波紋」『新潮45』2005年9月号、新潮社